# Игги Азалия
Аметист Амелия Келли (англ. Amethyst Amelia Kelly; род. 7 июня 1990, Сидней, Австралия), более известная как И́гги Аза́лия (англ. Iggy Azalea) — австралийская хип-хоп-исполнительница, автор песен. Впервые она получила признание после того, как выложила на YouTube видео на скандальные песни «Pu$$y» и «Two Times». 27 сентября 2011, Азалия выпустила свой первый микстейп под названием Ignorant Art, сказав, что она его выпустила с целью, чтобы люди озадачились и пересмотрели старые идеалы.
В 2012 году Азалия стала первой девушкой и первым неамериканским белым рэпером, появившимся в списке XXL «Top 10 Freshman List». 30 июля 2012 года она выпустила бесплатный EP под названием Glory, исполнительным продюсером которого стал T.I. Позже, в октябре, Азалия появилась с T.I., B.o.B и другими артистами Grand Hustle на BET Hip Hop Awards 2012.

## Биография

### 1990—2012: Детство и начало карьеры
Игги Азалия родилась 7 июня 1990 года в Сиднее, Австралия. Вскоре её семья переехала в Муллумбимби, Новый Южный Уэльс, где они жили в доме на 12 акрах, построенном её отцом из кирпичей. Её отец был живописцем и художником комиксов, а мать уборщицей домов отдыха и гостиниц. Азалия говорит, что благодаря отцу она смотрит на искусство как подросток, и что это всегда влияло на её жизнь и работу.
Читать рэп Азалия начала с 14 лет. Прежде чем приступить к сольной карьере, Азалия сформировала группу с двумя другими девушками из её окрестностей: «Мне нравилось, я могла быть рэпером. Я могла быть как TLC. Я была как Лефт Ай». В конце концов Азалия решила покинуть группу, так как другие девушки не воспринимали её всерьез: «Всё, что я делаю, я делаю всерьёз. Я очень конкурентоспособна».
В погоне за желанием переехать в Америку, Азалия бросила школу и пошла работать с матерью уборщицей номеров и домиков для отдыха, чтобы заработать денег. В 2006 году, как только ей исполнилось 16, она переехала в США. Она сказала родителям, что собирается «на праздник» с другом, но в конце концов решила остаться. Вскоре после этого она сказала им, что не вернётся домой: «Меня привлекала Америка, потому что я чувствовала себя неудачником в своей стране. Я влюблена в хип-хоп, а Америка является его родиной, так что я поняла, чем ближе я буду к музыке, тем счастливее буду. Я была права». Вскоре, после переезда в Америку, Азалия взяла псевдоним, который происходил от клички её собаки, которой её называли на улице: «Игги — это имя моей старой собаки. Я носила ожерелье с надписью „Iggy“. Люди предполагали, что это моё имя и начали называть меня так».
Когда она впервые приехала в США, она жила в Майами, штат Флорида, после короткого пребывания в Хьюстоне, штат Техас, переехала в Атланту, штат Джорджия и наконец в 2010 году перебралась в Лос-Анджелес, штат Калифорния, где она проживает в настоящее время.
В 2011 году Азалия начала загрузку видеофайлов на YouTube, которые впоследствии оказались вирусными. Её карьера начала процветать после того, как она загрузила на свой канал официальный клип на песню «Pu$$y».
27 сентября 2011 Азалия выпустила свой первый микстейп под названием Ignorant Art, сказав, что она его выпустила с целью, чтобы люди озадачились и пересмотрели старые идеалы.

### 2013—2014:The New ClassicиReclassified

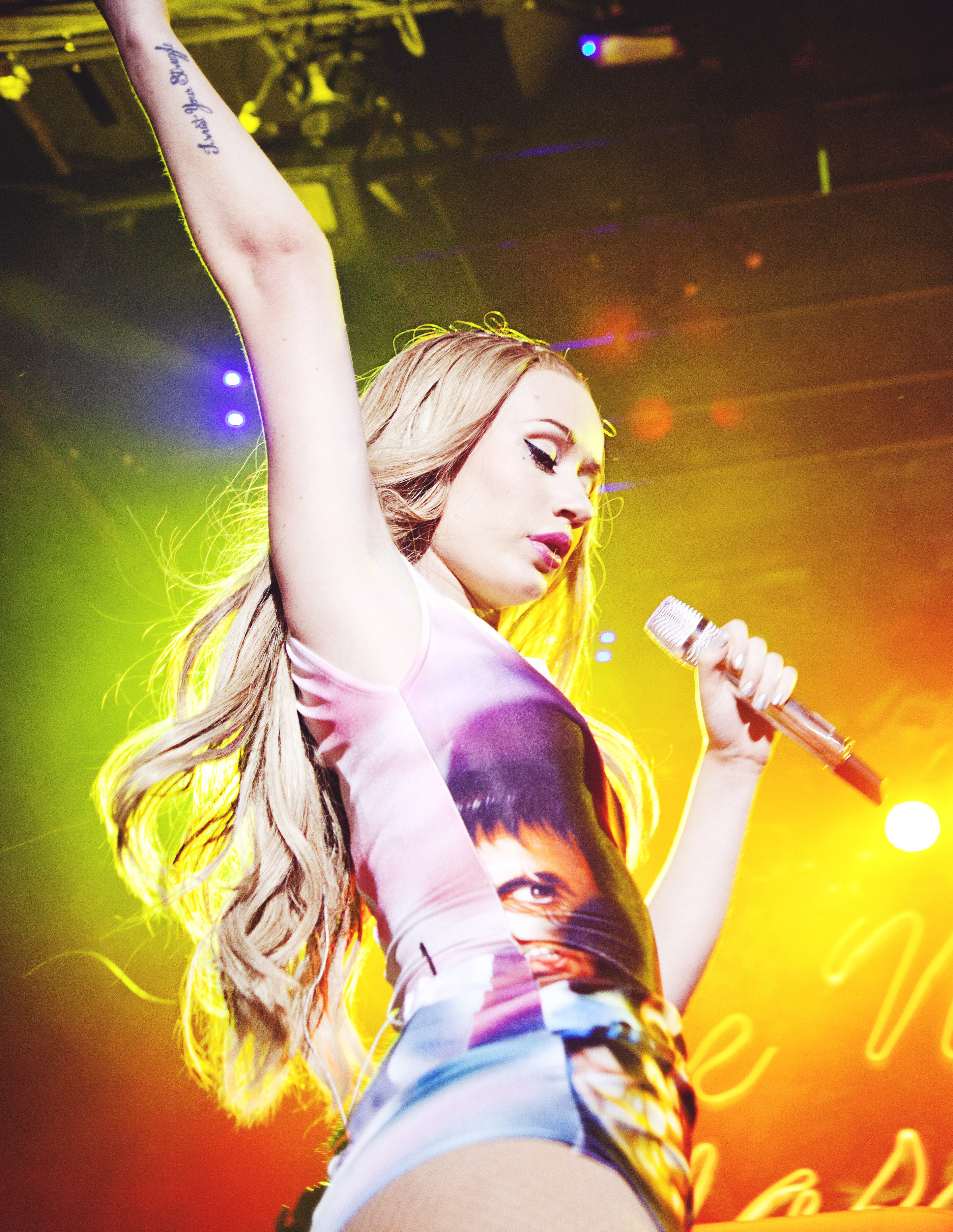
Игги Азалия в 2014 году

В январе и феврале 2013, во время работы над её предстоящими синглами и альбомом The New Classic, Азалия выступала на разогреве у Риты Ора во время её турне «Radioactive Tour» в Великобритании. В рамках её выступлений на разогреве в «Radioactive Tour», она представила первый сингл с грядущего дебютного альбома, под названием «Work». Премьера сингла на BBC Radio состоялась 11 февраля 2013. 13 февраля 2013 года стало известно, что Азалия подписала контракт с Mercury Records. Клип на сингл «Work» был снят Jonas & Francois и выпущен 13 марта 2013 года. Также в марте 2013 года Азалия присоединилась к известному рэперу Nas в европейской части его турне «Life Is Good Tour». 26 марта 2013 года было объявлено, что Азалия выступит на благотворительном концерте «Chime for Change», намеченном на 1 июня в Лондоне, наряду с такими артистами как Бейонсе, Джон Ледженд и другие. 30 июня Азалия выступила на фестивале поцелуев в Грейт-Ярмут, Норфолк, Великобритания. 12 сентября был выпущен второй международный сингл из альбома The New Classic, записанный при участии рэпера T.I..
Заметный подъём в карьере Игги случился в начале 2014 года, когда сингл «Fancy» стал мировым хитом. Песня вошла в топ 10 многих хит-парадов мира (в том числе и американский Billboard Hot 100), а также именно благодаря этому синглу Азалия стала первой белой рэп-исполнительницей, возглавившей чарт Billboard Hot Rap Songs. Позже сингл добрался до вершины Billboard Hot 100, где продержался 7 недель. Сингл Fancy был продан в США тиражом более 4 миллионов копий. 28 апреля 2014 года состоялась премьера сингла Арианы Гранде «Problem», записанный совместно с Игги. Пиковая позиция — второе место в Billboard. Также она стала 6-м исполнителем, который сразу с двумя синглами «Fancy» и «Problem» находился в топ 5 Billboard Hot 100 и вторым после Beatles дебютантом — сразу на первых двух местах общенационального американского хит-парада. Следующий сингл «Black Widow», записанный совместно с Ритой Ора, добрался до третьей строчки Billboard Hot 100 в октябре 2014 года. Азалия стала победителем на премии ARIA Awards 2014 в Австралии в номинации «Лучший новый артист». Также одержала победу на престижной премии American Music Awards в двух номинациях — «Любимый хип-хоп/рэп исполнитель» и «Любимый хип-хоп/рэп альбом».
В конце 2014 года альбом The New Classic был переиздан под названием Reclassified. На переиздание были включены новые треки.

### 2015—2019:Digital DistortionиIn My Defense
7 января 2015 года на 41-й ежегодной церемонии американской «народной» премии People’s Choice Awards была названа «Любимым хип-хоп артистом». Игги была представлена на Грэмми-2015 в четырёх номинациях: «Запись года», «Лучший новый артист», «Лучшее Pop Duo/Group выступление», «Лучший хип-хоп/рэп альбом». Азалия объявила, что ведёт работу над новым сольным альбомом. 4 мая того же года состоялся релиз совместного сингла с Бритни Спирс — «Pretty Girls». Также появилась на пятом студийном альбоме Деми Ловато, где они записали совместную композицию «Kingdom Come».
В октябре 2015 года Азалия анонсировала название своего нового альбома — Digital Distortion, который первоначально должен был выйти в 2016 году. Первый трек с альбома — «Azillion», стал доступен 9 января 2016 года. Лид-сингл «Team» вышел 18 марта вместе с лирик-видео. 12 июня стало известно, что Игги будет одним из судей в австралийской версии проекта The X Factor вместо Данни Миноуг. 23 марта 2017 года вышел сингл «Mo Bounce», а 19 мая 2017 года вышел третий сингл — «Switch», записанный при участии бразильской певицы Анитты. В сентябре 2017 года Азалия отменила выход своего альбома. 2 февраля вышел промосингл «Savior».
В январе 2018 года Игги внезапно объявила о выходе EP Survive the Summer. Изначально, мини-альбом должен был выйти 6 июля, но в итоге, в этот день были выпущены треки «Kream» с Tyga и «Tokyo Snow Trip», а выход альбома перенесли на 3 августа. Это был уже третий раз переноса выхода альбома в связи со сменой главы лейбла Island Records.
В январе 2019 года Игги объявила о планах всё же выпустить новый альбом, который получил название In My Defense. 15 марта состоялся релиз первого сингла в поддержку новой пластинки － «Sally Walker». 3 мая состоялся релиз сингла «Started». 19 июля вышел сингл «Fuck It Up», записанный совместно с Kash Doll. Тогда же состоялся выход нового альбома.

### 2020 — настоящее время:The End of an Era
Летом 2020 года стало известно, что Азалия работает на третьим студийным альбомом под названием The End of an Era. 20 августа 2020 года Игги выпустила сингл «Dance Like Nobody’s Watching» в сотрудничестве с певицей Тинаше. В апреле 2021 года вышел совместный сингл с Tyga «Sip It». 2 июля вышел сингл «I Am the Stripclub». Третий альбом певицы вышел 13 августа. Игги сообщила, что этот альбом возможно станет последним, так как она хочет сосредоточиться на материнстве и других творческих интересах.

## Личная жизнь
В конце 2011 года Игги Азалия начала встречаться с музыкантом Ракимом Ателастоном Майерсом (ASAP Rocky). Влюбленная пара официально объявила о своих отношениях в начале января 2012 года, а Азалия даже сделала на пальцах руки татуировку с названием популярного микстейпа Rocky «Live.Love.A$AP».
С ноября 2013 года встречалась со свингменом команды НБА Лос-Анджелес Лейкерс Ником Янгом, кузеном рэпера Кендрика Ламара. Летом 2016 года должна была состояться их свадьба, однако 20 июня было официально объявлено о том, что пара рассталась через год после своей помолвки.
В 2016 году Игги несколько месяцев встречалась с рэпером Френчем Монтаной.
29 сентября 2018 года стало известно, что Игги встречается с Playboi Carti. В июне 2020 года подтвердила, что родила сына от Playboi Carti. Его назвали Оникс Картер. В октябре 2020 года стало известно, что пара распалась.

## Дискография

### Студийные альбомы
- The New Classic (2014)
- In My Defense (2019)[36]
- The End of an Era (2021)[37]

### Мини-альбомы
- Glory (2012)
- Survive the Summer (2018)
- Wicked Lips (2019)

### Микстейпы
- Ignorant Art (2011)
- TrapGold (2012)

## Туры
- The New Classic Tour (2014)
- The Great Escape Tour (2015)